# La Dépêche du Midi
La Dépêche, egentligen La Dépêche du Midi, är en franskspråkig, regional, dagstidning som publiceras i Toulouse-området i sydvästra Frankrike.